# 330455 Anbrysse
330455 Anbrysse este o planetă minoră (asteroid) din centura de asteroizi. A fost descoperită pe 9 noiembrie 2005 la Observatorul Regal al Belgiei⁠(d) de Peter De Cat⁠(d). 
Obiectul prezintă o orbită caracterizată de o semiaxă mare de 2,5615412453329 UAi, o excentricitate de 0,05, o înclinație de 6 ° în raport cu ecliptica.